# Мо (град)
Мо (фр. Meaux) град је у Француској, у департману Сена и Марна.
По подацима из 1999. године број становника у месту је био 49.421.

## Демографија
| 1962.  | 1968.  | 1975.  | 1982.  | 1990.  | 1999.  | 2011.  |
| ------ | ------ | ------ | ------ | ------ | ------ | ------ |
| 22.251 | 30.167 | 42.243 | 45.005 | 48.305 | 49.421 | 52.225 |

## Партнерски градови
- Хајлигенхаус
- Базилдон